# Arquidiócesis de Nanchang
La arquidiócesis de Nanchang (en latín: Archidioecesis Nanciamensis y en chino: 天主教南昌总教区) es una circunscripción eclesiástica de la Iglesia católica en China. Se trata de una arquidiócesis latina, sede metropolitana de la provincia eclesiástica de Nanchang. Desde 2011 su arzobispo es John Baptist Li Su-guang, aunque para el Anuario Pontificio es sede vacante desde el 1972. La Asociación Patriótica Católica China la redujo a diócesis de Nanchang en fecha no precisada y en 1981 la fusionó con sus sufragáneas para erigir la diócesis de Jiangxi, sin asentimiento de la Santa Sede.

## Territorio y organización

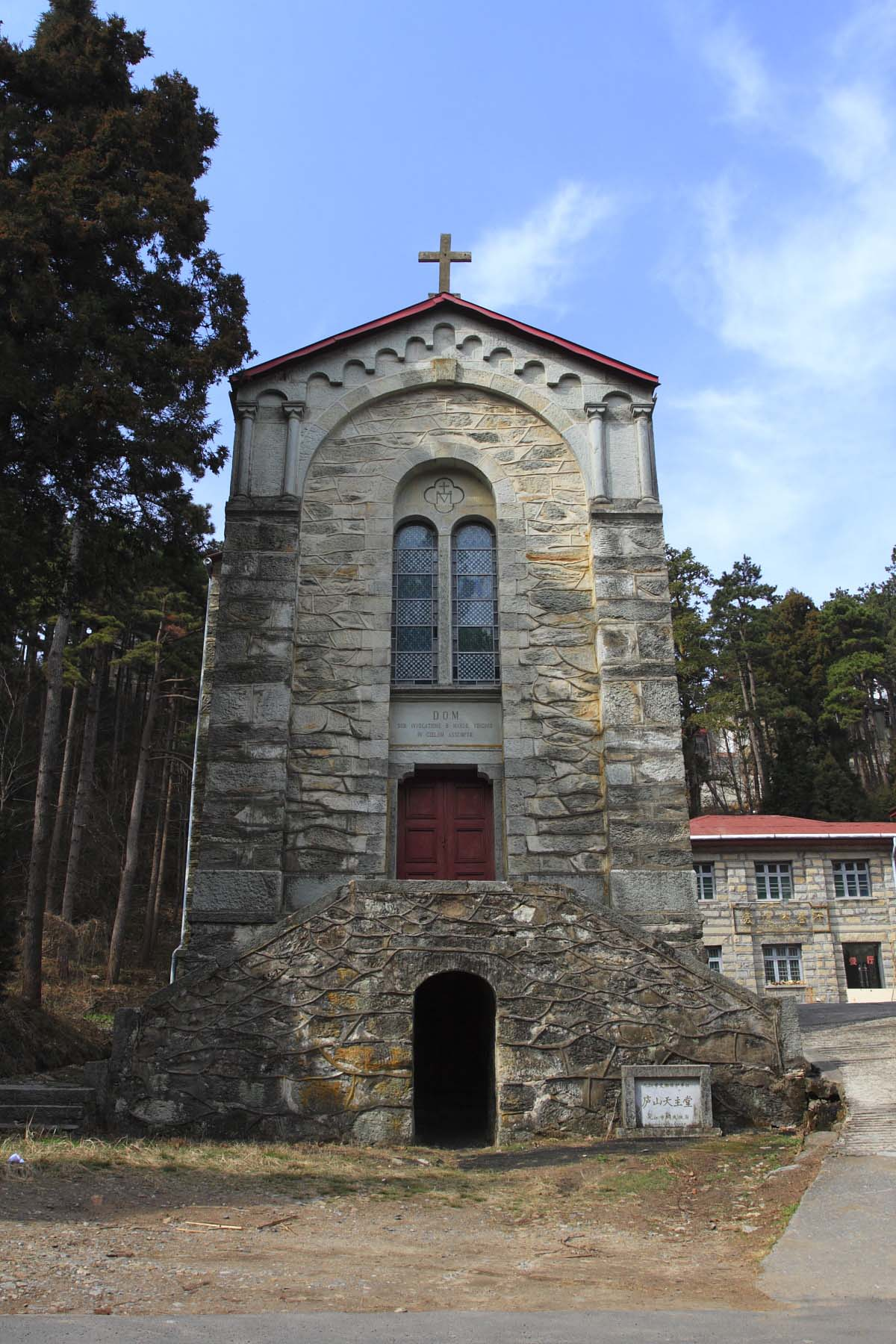
Iglesia católica en Jiujiang

La arquidiócesis extiende su jurisdicción sobre los fieles católicos de rito latino residentes en parte de la provincia de Jiangxi.
La sede de la arquidiócesis se encuentra en la ciudad de Nanchang, en donde se halla la Catedral de la Inmaculada Concepción.
La arquidiócesis tiene como sufragáneas a las diócesis de Ganzhou, Ji'an, Nancheng y Yujiang.
En 1950 en la arquidiócesis existían 18 parroquias.

## Historia
Los primeros misioneros que llegaron a la región de Chiangsi fueron los jesuitas a finales del siglo XVI. De hecho, Nanchang fue la ciudad donde vivió el misionero jesuita Matteo Ricci durante tres años, de 1595 a 1598.
El vicariato apostólico de Kiangsi fue erigido el 15 de octubre de 1696 con el breve E sublimi Sedis del papa Inocencio XII, obteniendo el territorio de la diócesis de Nankín (hoy arquidiócesis de Nankín).
En 1758 los vicariatos apostólicos de Kiangsi y Chekiang (hoy diócesis de Ningbo) fueron confiados al vicariato apostólico de Fujian (hoy arquidiócesis de Fuzhou).
El 14 de agosto de 1838 las regiones de Kiangsi y Chekiang fueron separadas del vicariato apostólico de Fujian y establecidas como vicariato apostólico independiente con el breve Ex debito del papa Gregorio XVI.
El 27 de marzo de 1846, con otro breve Ex debito, el papa Gregorio XVI erigió dos vicariatos apostólicos distintos para las dos regiones de Kiangsi y Chekiang.
El 19 de agosto de 1879, el vicariato apostólico de Kiangsi cedió una porción de su territorio para la erección del vicariato apostólico de Kiangsi Meridional (hoy diócesis de Ji'an) y al mismo tiempo asumió el nombre de vicariato apostólico del Kiangsi Septentrional.
El 28 de agosto de 1885 cedió otra porción de su territorio para la erección del vicariato apostólico de Kiangsi Oriental (hoy diócesis de Yujiang) mediante el breve Quae catholico nomini del papa León XIII.
El 25 de agosto de 1920 cambió su nombre por el de vicariato apostólico de Jiujiang y el 3 de diciembre de 1924 por el de vicariato apostólico de Nanchang, en virtud del decreto Vicarii et Praefecti de la Congregación de Propaganda Fide.
El 11 de abril de 1946 el vicariato apostólico fue elevado a arquidiócesis metropolitana con la bula Quotidie Nos del papa Pío XII.
El Partido Comunista de China se impuso en la guerra civil, ocupó Nanchang el 21 de mayo de 1949 y proclamó la República Popular China el 1 de octubre de 1949. El 4 de septiembre de 1951 China comunista expulsó al nuncio apostólico Antonio Riberi y la Santa Sede continuó reconociendo a la República de China en Taiwán como el legítimo gobierno chino. Todos los misioneros extranjeros fueron expulsados de China comunista en 1952.
La Asociación Patriótica Católica China fue creada con el apoyo de la Oficina de Asuntos Religiosos de la República Popular de China en 1957, con el objetivo de controlar las actividades de los católicos en China. Su nombre público es Iglesia católica china y es referida como la "Iglesia oficial" en contraposición a la "Iglesia subterránea" o "Iglesia clandestina" leal a la Santa Sede.
En el período de 1966 a 1976 la Revolución Cultural se ensañó especialmente contra la religión, destruyéndose numerosas iglesias y cesaron todas las actividades religiosas en la arquidiócesis. A principios de la década de 1980 la arquidiócesis reanudó sus operaciones.
La Asociación Patriótica Católica China la redujo a diócesis de Nanchang en fecha no precisada (en 1952 le había anexado la diócesis de Ji'an) y en 1981 la fusionó con sus sufragáneas para erigir la diócesis de Jiangxi, sin asentimiento de la Santa Sede.
Al menos desde 1990 Jean Wu Shizhen es el obispo "oficial" de la arquidiócesis. El 31 de octubre de 2010 se le unió un obispo coadjutor, aprobado por la Santa Sede, en la persona de Giovanni Battista Li Suguang, que le sucedió en 2011.
El 22 de septiembre de 2018 se firmó en Pekín el Acuerdo provisional entre la Santa Sede y la República Popular de China sobre el nombramiento de los obispos. Tras el acuerdo, el papa Francisco readmitió al obispo "oficial" Giuseppe Ma Yinglin en la comunión eclesial. La comunicación de la Santa Sede sobre la tarea pastoral que le ha sido confiada como obispo de Kunming fue recibida por el interesado el 12 de diciembre de 2018 en Pekín en el marco de una celebración eclesial.
El 22 de octubre de 2020 el acuerdo fue prorrogado por otros dos años y en octubre de 2022 por otros dos años más.
Debido a la situación particular de la Iglesia católica en China, la Santa Sede no nombra obispos para las diócesis chinas, que son sedes oficialmente vacantes incluso en presencia de obispos reconocidos por Roma.

## Estadísticas
Según el Anuario Pontificio 1951 la arquidiócesis tenía a fines de 1950 un total de 25 996 fieles bautizados.
| Año                                                                             | Población            | Población | Población      | Sacerdotes | Sacerdotes    | Sacerdotes    | Bautizados por sacerdote | Diáconos permanentes | Religiosos | Religiosos | Parroquias |
| Año                                                                             | Bautizados católicos | Total     | % de católicos | Total      | Clero secular | Clero regular | Bautizados por sacerdote | Diáconos permanentes | Varones    | Mujeres    | Parroquias |
| ------------------------------------------------------------------------------- | -------------------- | --------- | -------------- | ---------- | ------------- | ------------- | ------------------------ | -------------------- | ---------- | ---------- | ---------- |
| 1950                                                                            | 25 996               | 4 872 691 | 0.5            | 36         | 13            | 23            | 722                      |                      |            | 47         | 18         |
| Fuente: Catholic-Hierarchy, que a su vez toma los datos del Anuario Pontificio. |                      |           |                |            |               |               |                          |                      |            |            |            |

## Episcopologio
- Álvaro Benavente, O.S.A. † (20 de octubre de 1698-20 de marzo de 1709 falleció)
- François-Alexis Rameaux, C.M. † (11 de diciembre de 1838-14 de julio de 1845 falleció)
- Bernard-Vincent Laribe, C.M. † (26 de marzo de 1846-20 de julio de 1850 falleció)
  - André Jandard, C.M. † (14 de enero de 1851[14]-? renunció) (obispo electo)
- Louis-Gabriel Delaplace, C.M. † (27 de febrero de 1852-12 de junio de 1854 nombrado vicario apostólico de Chekiang Oriental)
- François-Xavier Danicourt, C.M. † (1854-2 de febrero de 1860 falleció)
- Jean-Henri Baldus, C.M. † (23 de septiembre de 1864[15]-29 de septiembre de 1869 falleció)
- Géraud Bray, C.M. † (15 de marzo de 1870-24 de septiembre de 1905 falleció)
- Paul-Léon Ferrant, C.M. † (24 de septiembre de 1905-5 de noviembre de 1910 falleció)
- Louis-Elisée Fatiguet, C.M. † (24 de febrero de 1911-13 de febrero de 1931 falleció)
- Paul-Marie Dumond, C.M. † (3 de julio de 1931-19 de febrero de 1944 falleció)
  - Sede vacante (1944-1946)
- Joseph Zhou Ji-shi, C.M. † (18 de julio de 1946-1972 falleció)
  - Sede vacante
  - Hu Qin-ming † (9 de octubre de 1958 consagrado-1970? falleció)
  - John Wu Shi-zhen † (6 de septiembre de 1987 consagrado-2011 renunció)
  - John Baptist Li Su-guang, por sucesión en 2011